# Suddenly Flatline

Suddenly Flatline es una banda española de Djentcore formada en el año 2013 en la ciudad de Almería. Las influencias de la banda son diversas, pero cabe destacar un sonido Djent, influenciado por bandas como Periphery, Architects, Northlane....

## Historia
Suddenly Flatline comienza a crearse en febrero de 2013, cuando Sergio ZT (ex – Unsilenced, Endemned) y Vasko (ex – Display, Endemned), deciden empezar un proyecto que se aproxime un poco más a su estilo personal.
Durante los primeros pasos, mientras se iban componiendo los primeros temas, se realizaron varias audiciones para encontrar un segundo guitarra que pudiera formar parte de este nuevo proyecto. 
Fue la disolución de Claudia Blanca lo que ofreció la oportunidad de proponer a su guitarra, Figue, la posibilidad de integrarse en la formación, y tras varios ensayos y sus buenos resultados, quedó consolidada su presencia dentro del grupo.
Suddenly Flatline seguía componiendo con sus tres primeros integrantes, y la fluidez con la que se desarrollaban los ensayos, hacía cada vez más evidente la necesidad de completar la formación con un bajo y un vocalista.
Una de las soluciones aparece en abril de 2013 con la audición a Nerón, quien formaba parte de la banda Sons of Chernobyl.
En septiembre de 2013, Suddenly Flatline decide cambiar de local de ensayo, y es aquí donde aparece la última pieza del puzle, Juanan, que se encontraba a la espera de comenzar los ensayos con su antiguo grupo New World Order. Pasaron varias semanas y esos ensayos no llegaban. Viendo la situación y las ganas de Juanan por tocar, Suddenly Flatline decide proponerle una audición tocando el bajo, aunque él era guitarrista. Todo volvía a fluir muy rápido, quedando finalmente consolidado como bajista del grupo.
En septiembre de 2013, las 5 piezas del puzle por fin habían conectado, la máquina podía arrancar definitivamente con expectativas de empezar a funcionar sin descanso.
La continuidad, la constancia, la seriedad y la meta común hicieron que no tardara en aparecer la oportunidad de hacerse un hueco entre los grupos ya consolidados de la provincia de Almería, lo que creían que sería todo un reto debido a las pocas oportunidades que se ofrecen en la ciudad para los músicos y nuevos estilos.
Desde octubre de 2013, Suddenly Flatline se da a conocer por las diferentes salas de Almería y participan en el “Tejera Rock Festival II” en Águilas (Murcia).
En febrero de 2014, comienza la grabación del primer EP: "Octava Plaga", compuesto de 5 temas, en UNTIL NOW Estudios con la ayuda y consejo de Enrique Prieto.
Tras la salida del primer EP, la banda comienza a buscar fechas para presentar el primer EP, lo que les lleva por diversos puntos de la península llegando a encabezar varios festivales como la segunda edición del festival “Murder Fest” en Córdoba, y a compartir escenario y a afianzar relación con gran cantidad de grupos dentro de la escena española.
En noviembre de 2014 la banda recibe una mala noticia: Su guitarrista, Ricardo Figue tiene que abandonar la banda debido a que por motivos laborales tiene que marcharse de Almería.
Es entonces cuando se presenta la oportunidad que se estaba esperando: Rubén Gutiérrez (ex – Necrosed, Proyecto Eskahata) parece interesado en formar parte de la banda y no dudan ni un segundo en hacerle una audición donde todos quedan encantados con él, pasando a formar parte del grupo. 
Entre las ideas previas y las ideas frescas de Rubén, no tardan mucho en tener listo un nuevo EP llamado “Involución”, el cual comienza a grabarse en febrero de 2015 en Gecko Studios con Samuel Barranco. De este trabajo surgiría un videoclip de la canción homónima y un lyric vídeo del tema “Eclipse”.
Vuelven los conciertos tanto a nivel local como nacional. En junio de 2015 la banda fue clasificada para la semifinal del concurso organizado por el ayuntamiento de Almería: "Rock In Lei". Tras el enfrentamiento con varios grupos en una batalla de bandas en directo, Suddenly Flatline llega a la final del concurso donde se proclama banda ganadora, consiguiendo así el ansiado premio: Grabar un disco bajo el sello Clifford Record y Europa F.M.
Dicho trabajo se llamaría "Hanya", pero por motivos diversos en la calidad esperada del producto, no llegaría a ver la luz, quedando relegado a Caras-B de la banda y no siendo presentado finalmente como proyecto oficial.
Poco después, la banda se centró en la composición de lo que sería su primer álbum de larga duración. En el proceso, Juanan se ve obligado a dejar la formación, entrando Pipe en el puesto de bajista. Durante esta etapa fue grabado el videoclip de "Vs Kraken". Tras varios conciertos por España, y durante la composición de lo que sería su siguiente álbum, Pipe y Nerón tuvieron que abandonar las filas de la banda por motivos personales.
Fue entonces cuando Óscar Company (Deceit) ingresó a la banda cubriendo el puesto de vocalista, aunque no exclusivamente, ya que estuvo también muy implicado desde el primer momento en tareas relativas al diseño, y la grabación.
Al poco tiempo, a través de un amigo en común, Carlos Conejero conoció a la banda con la intención desde el primer momento de quedarse en ella, ya que conocía algunas canciones que le habían llamado mucho la atención, y sabía a lo que iba. Tras un par de semanas, Carlos fue anunciado como nuevo bajista del grupo. De esta forma la formación volvía a quedar completa, y sólo faltaba terminar el álbum y comenzar la grabación.
Actualmente el grupo se encuentra inmerso en la grabación de ese trabajo, el cual se espera que vea la luz a lo largo de 2017.

## Discografía

### Álbumes de estudio
- Octava Plaga [EP] (2014)
- Hanya [EP] (2015)
- Involución [EP] (2015)
- Lost Within [LP] (2018)

### Sencillos
- Vs Kraken (2016)

### Videoclips
- Involución (2016)
- Vs Kraken (2016)

## Reconocimientos y méritos

### Concursos
- Primer Premio en Rock In Lei.